# 19世纪中国大学列表
19世纪中国大学列表列出建立時間為19世紀的中國大學。

## 大学

### 直隶
- 北洋大学堂，创建于1895年10月2日，是中国近代建立第一大学[1]，为今天津大学的前身，校园旧址在今河北工业大学校园内。

### 北京
- 京师大学堂，1898年设立[2]，今北京大学和北京师范大学的共同前身。
- 燕京大学（英語：Yenching University），卫理公会、美国公理会等于1919年建立。其前身是美国教会在北京一带办的三所教会学校：
  - 汇文大学（英語：Peking Huiwen University），由美国美以美会在1870年创立，1889年之前称崇内怀理书院。校长刘海澜博士（英語：Hiram Harrison Lowry），在崇文门船板胡同的校址后来改办汇文中学。
  - 华北协和女子大学，其前身是1864年由美国公理会创办的贝满女塾，位于灯市口东口的佟府夹道胡同。校址后来改办贝满女中。
  - 通州协和大学，其前身是1867年创办的公理会潞河书院。校长为谢卫楼（英語：Davelle Sheffield）。[3][4]

### 上海
- 圣约翰大学（英語：Saint John's University），美国圣公会建于1879年[5]，位於上海。[6]
- 南洋公学，中国近代历史上最早创办的大学之一，于光绪廿二年（1896年）由盛宣怀创建于上海，是为交通大学沪校前身[7]。原址位于现上海交通大学徐汇校区[8]。

### 南京
- 金陵大学 （英語：University of Nanking），美国卫理公会长老会基督会等建于1888年（鼓楼西南侧）。

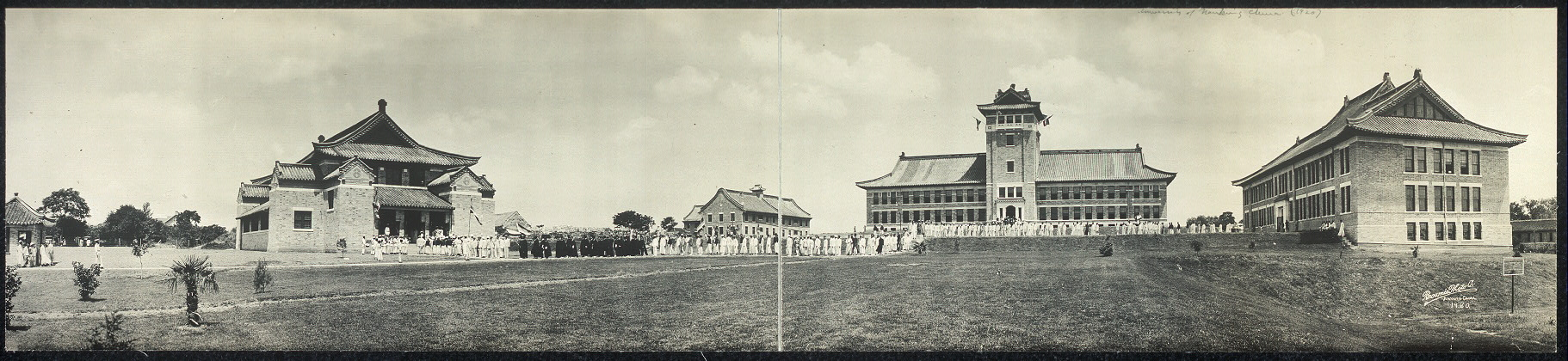
1920年的金陵大学校园（收藏于美国国会图书馆）

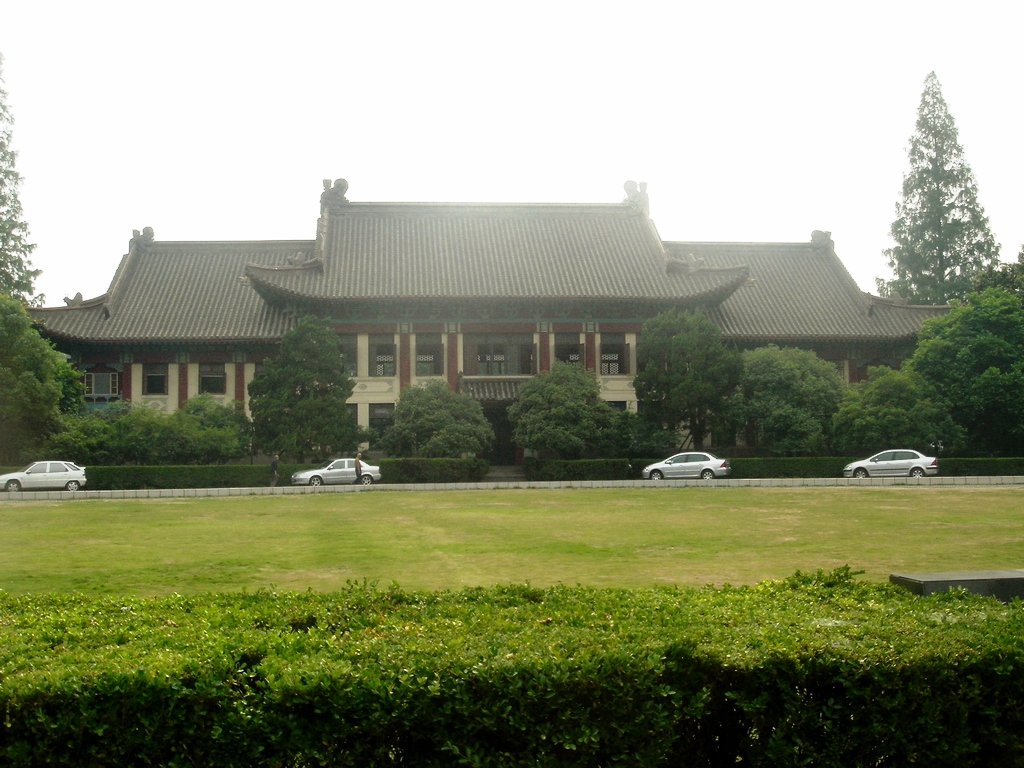
金陵女子大学100号楼

### 杭州
- 之江大学（英語：Hangchow University），美南长老会、美北长老会建于1897年（六和塔旁）
- 求是书院，浙江大学前身，成立于光绪23年（1897年）。

### 广州
- 博济医学堂（英語：Pok Tsai Medical School），中国第一所西医教育机构，中山大学的主要前身之一。1866年由美国公理会建立，后发展为中山医科大学，2001年与中山大学合并。
- 格致书院：1888年由美北长老会差会建立，1903年改名为岭南学堂，1927年改为岭南大学（英語：Lingnan University）。1952年中國高等院校院系調整中并入中山大学。1967年又在香港復校，并於1999年復名為嶺南大學。
- 广东女医学堂：中国第一所女子医学院，中山大学医学学科的源流高校之一。1899年由美北长老会差会建立，1912年改名为私立夏葛医学院，1936年并入私立岭南大学。

### 长沙
- 时务学堂：创立于1897年，为湖南大学的前身。